# Фомин, Пётр Дмитриевич
Пётр Дмитриевич Фомин (10 сентября 1939 — 25 июня 2020) — советский и украинский хирург, доктор медицинских наук, заведующий кафедрой хирургии № 3 Национального медицинского университета имени А. А. Богомольца. Академик Национальной академии медицинских наук Украины (2011) и академик НАНУ (2015). Заслуженный деятель науки и техники Украины. Лауреат Государственной премии Украины в области науки и техники. Главный внештатный специалист МЗ Украины по специальности «Хирургия». Почётный профессор Тернопольского государственного медицинского университета имени И. Я. Горбачевского.

## Биография
Родился 10 сентября 1939 года в с. Бабеево Темниковского района, Мордовия.
Окончил Томский медицинский институт.
С 1984 года — доктор медицинских наук, с 1987 года — профессор.
С 1992 года — заведующий кафедрой хирургии № 3 Национального медицинского университета им. А. А. Богомольца.
28 декабря 2011 года избран академиком Национальной академии медицинских наук Украины по специальности хирургия.
Умер в возрасте 80 лет 25 июня 2020 года. Похоронен на центральной аллее Байкового кладбища (участок № 42а).

## Государственные награды
- Орден князя Ярослава Мудрого III ст. (21 августа 2015) — за значительный личный вклад в государственное строительство, консолидацию украинского общества, социально-экономическое, научно-техническое, культурно-образовательное развитие Украины, активную общественную деятельность, весомые трудовые достижения и высокий профессионализм[2]
- Орден князя Ярослава Мудрого IV ст. (30 ноября 2009) — за значительный личный вклад в социально-экономическое, научно-техническое и культурное развитие Украины, весомые достижения в трудовой деятельности, многолетний добросовестный труд и по случаю годовщины подтверждения всеукраинским референдумом 1 декабря 1991 года Акта провозглашения независимости Украины[3]
- Орден князя Ярослава Мудрого V ст. (9 сентября 2004) — за выдающиеся личные заслуги в развитии здравоохранения, подготовку высококвалифицированных медицинских кадров и многолетнюю плодотворную научную деятельность[4]
- Заслуженный деятель науки и техники Украины (22 ноября 1999) — за заслуги в развитии медицинской науки, весомый личный вклад в подготовку специалистов для здравоохранения[5]
- Государственная премия Украины в области науки и техники 2005 года — за фундаментальные исследования влияния гипертермии на состояние иммунитета и разработку новых высокоэффективных технологий лечения при гнойно-септических заболеваниях в сердечно-сосудистой и абдоминальной хирургии (в составе коллектива)[6]
- Государственная премия УССР в области науки и техники 1990 года — за цикл работ «Разработка, теоретическое обоснование и клиническое внедрение новых органосохраняющих методов хирургического лечения кровоточащих язв желудка и двенадцатиперстной кишки» (в составе коллектива)[7]
- Европейский орден имени Николая Пирогова (2010)[8]